# Fajans włocławski

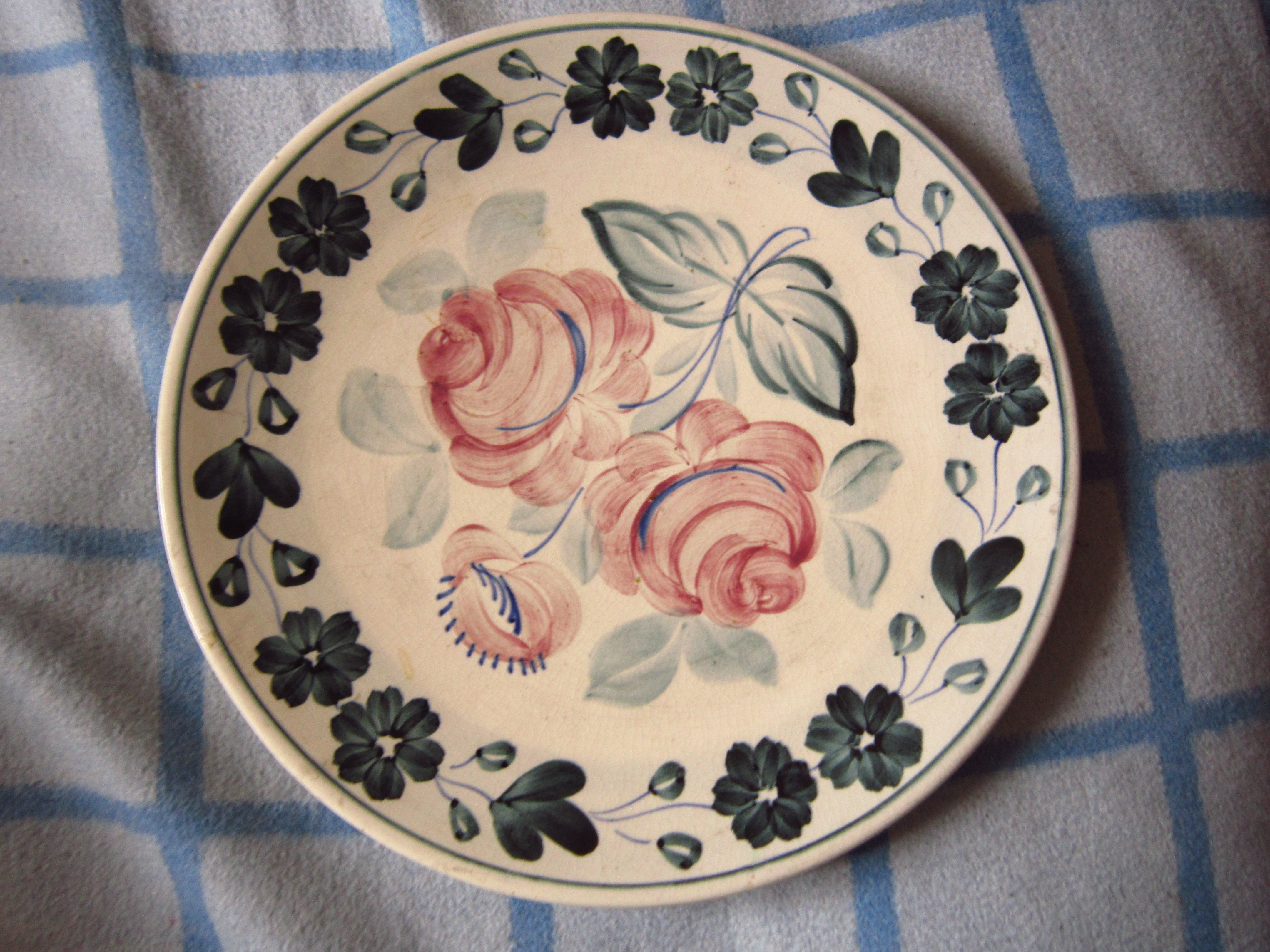

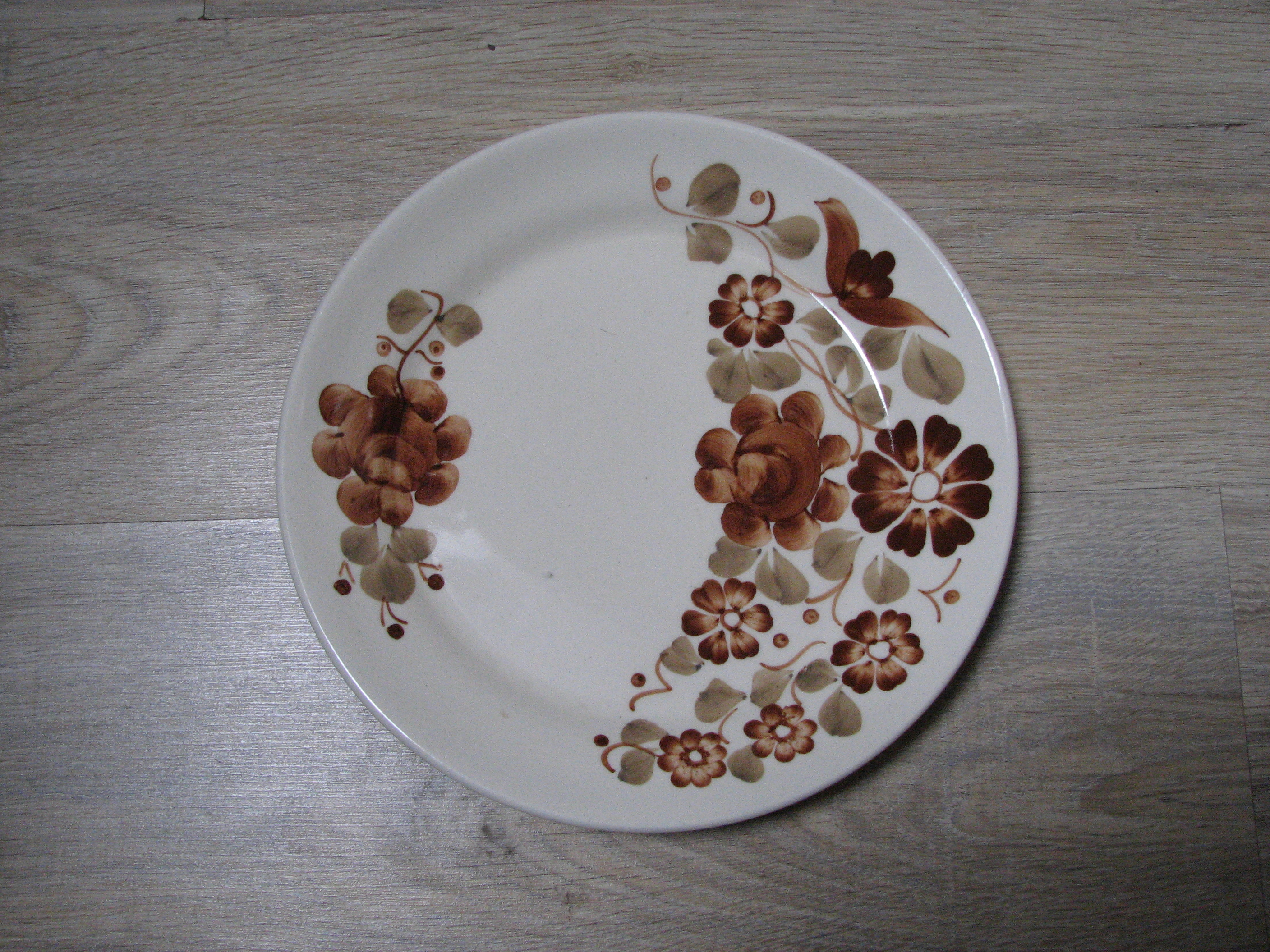

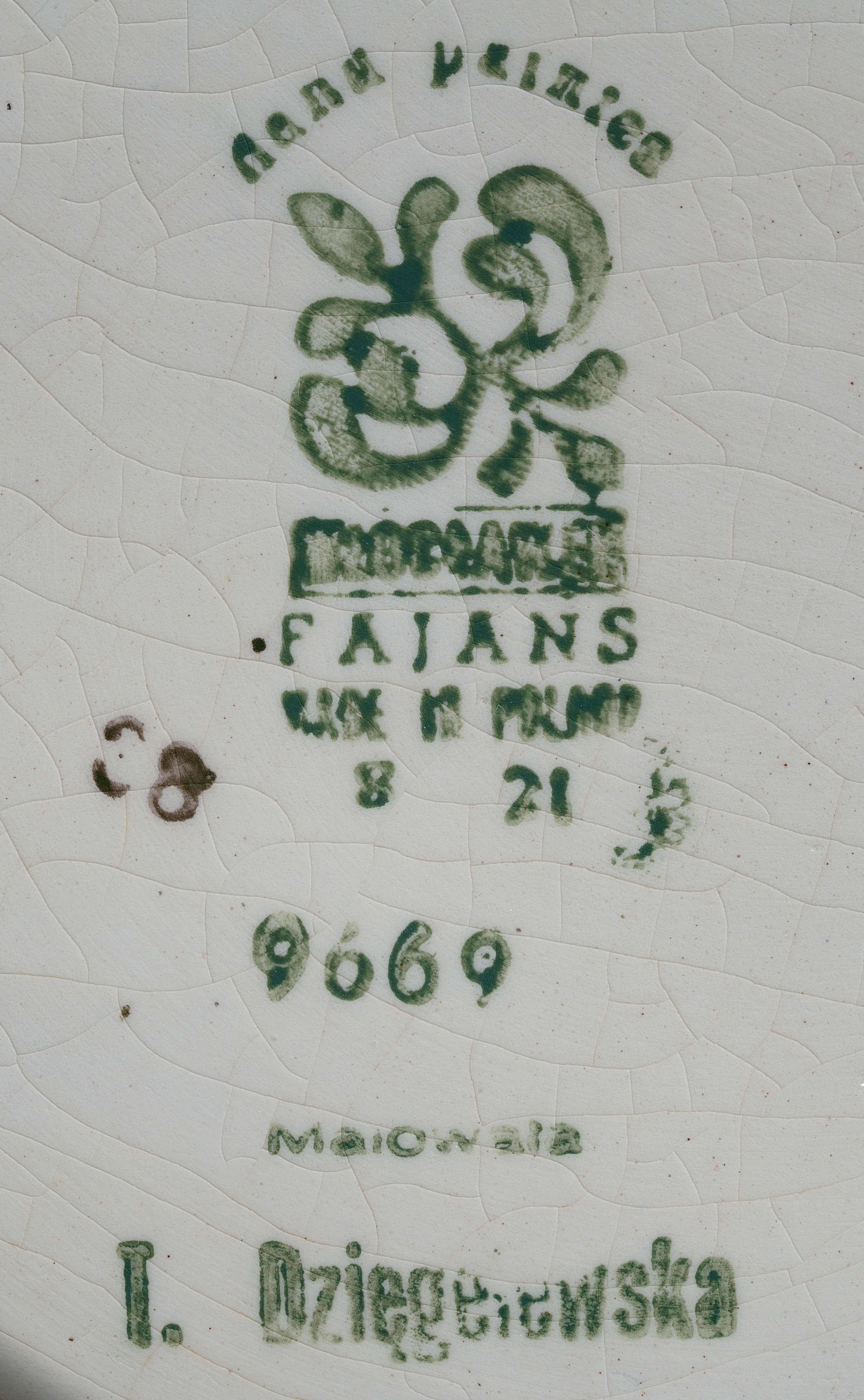
Sygnatura od 1965 r.

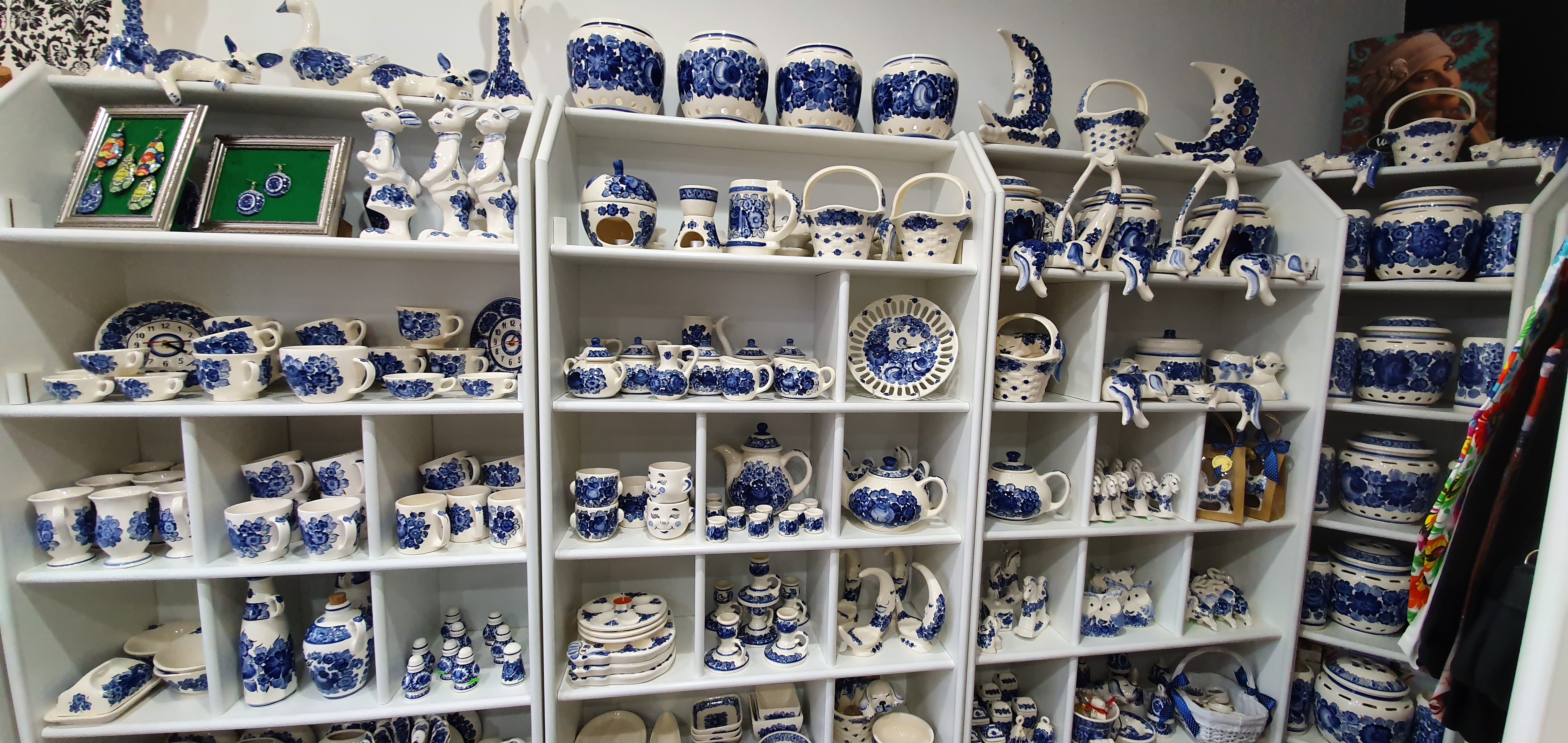
Wzory kobaltowe

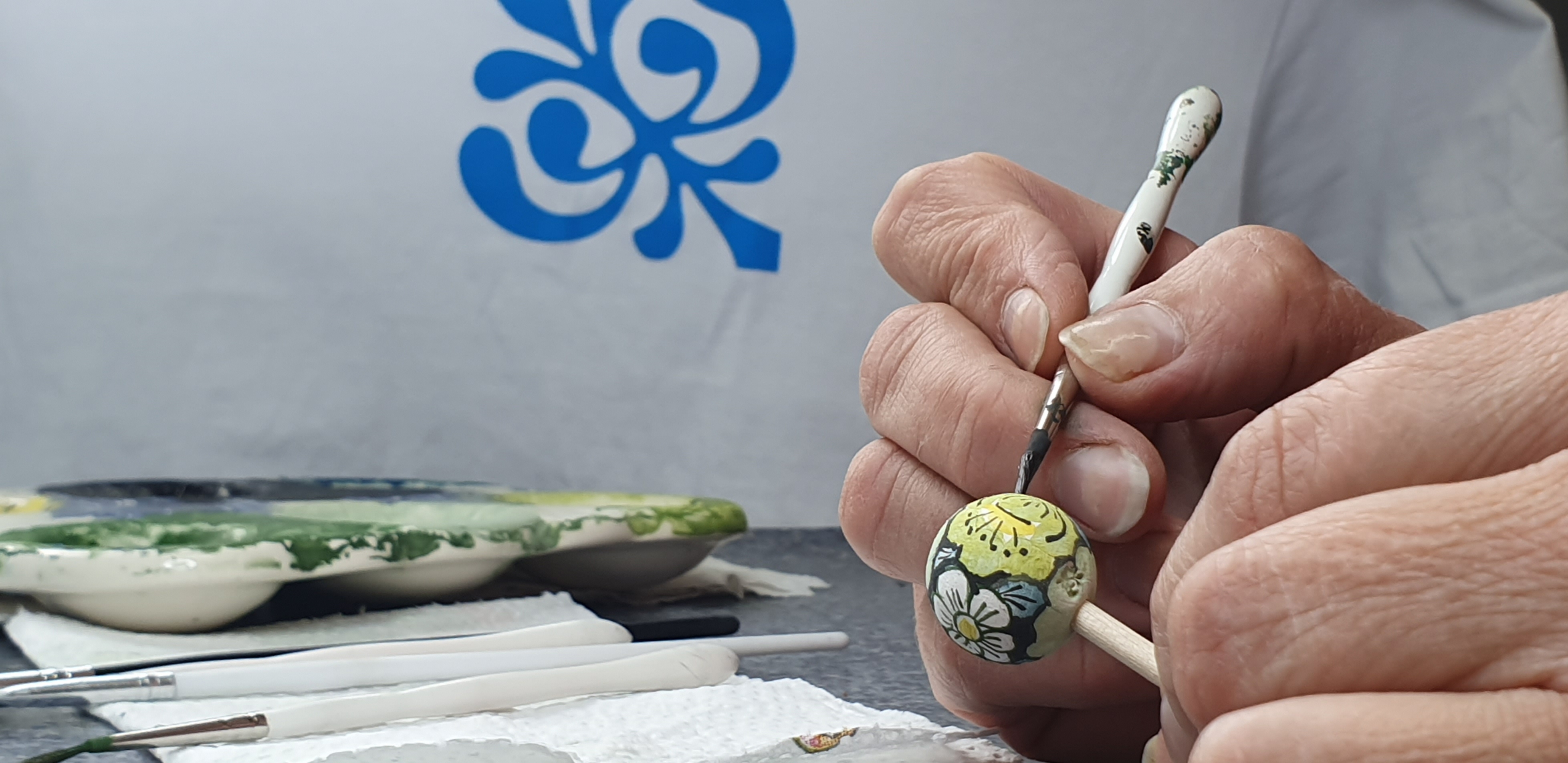
Ręcznie malowane perły do biżuterii

Fajans włocławski – charakterystyczny fajans wytwarzany we Włocławku od 1873 roku.

## Historia
Pierwszą fabrykę fajansu Włocławską Fabrykę Wyrobów Fajansowych założono w 1873 r. przy ul. Żelaznej (obecnie ul. Kościuszki). Materiał do wyrobu glinki fajansowej sprowadzano drogami wodnymi z Halle w Niemczech. Zakład został zniszczony na skutek pożaru w 1880 r. W 1882 r. fabrykę nabyli, odbudowali i zmodernizowali Józef Teichfeld i Ludwik Asterblum. Funkcjonowała pod nazwą Włocławskie Fabryki Fajansu Teichfeld i Asterblum. Początkowo podobnie jak poprzedni właściciele materiał sprowadzali z Halle, by później zacząć sprowadzać szlamowaną glinę z Rosji. W 1880 r. powstała również przy ul. Żelaznej kolejna niewielka fabryka fajansu – Nowa Włocławska Fabryka Fajansu Engelman i Schreier. Wyroby tego zakładu uchodziły za najlepsze ze wszystkich włocławskich fajansarni. W 1885 zakład został rozbudowany, a w 1887 wydzierżawiony przez Leopolda Czamańskiego, który rok później stał się jego właścicielem. Od 1891 r. fabryka funkcjonowała pod nazwą Nowa Włocławska Fabryka Fajansu Leopold Czamański. Po śmierci Czamańskiego (1893) prowadzili ją jego spadkobiercy . W 1923 zawiązała się nowa spółka pod nazwą Włocławska Fabryka Fajansu Leopold Czamański i S-ka. Spółka Akcyjna. Oba największe zakłady były do siebie bardzo zbliżone, nie tylko pod względem położenia na tej samej ulicy. Od lat 20. XX wieku produkowały nawet podobne wzory naczyń. Czasami realizowały te same zamówienia, a produkty można było odróżnić jedynie po sygnaturze na spodzie produktu. Oprócz tych dwóch największych zakładów w 1894 r. powstała przy ul. Starodębskiej trzecia fabryka pod nazwą Włocławska Fabryka Fajansu „Keramos”. Zbankrutowała w 1907 r. i na licytacji została kupiona m.in. przez Asterbluma i braci Czamańskich, stąd też dekoracja na wyrobach podobna była do tej z największych zakładów ceramicznych w mieście. Funkcjonowała do 1924 r. W 1922 r. koszary wojskowe przy placu Staszica zaadaptowano na potrzeby Polskiej Fabryki Fajansu Braci Cohn i S-ka. Kryzys gospodarczy lat 30. XX w. przerwał produkcję. W 1937 r. została wydzierżawiona przedsiębiorcy z Będzina Alojzemu Czarnieckiemu. W 1938 zawarto umowę spółki Zakłady Ceramiczne A. Czarniecki i S-ka.
Po wybuchu II wojny światowej obie fabryki przy ul. Żelaznej przejęto na rzecz Rzeszy i połączono w jeden zakład Industrie Werke Leslau. Odrębnym zakładem również zarządzanym przez Niemców były dawne Zakłady Ceramiczne A. Czarniecki i S-ka (Keramische Werke).
Po wojnie wszystkie zakłady zostały przejęte przez władze komunistyczne i połączone w jedno przedsiębiorstwo pod nazwą Polskie Zjednoczone Fabryki Fajansu, przemianowane w 1956 r. na Włocławskie Zakłady Fajansu im. Rewolucji 1905 r. W 1959 r. w zakładzie usytuowanym przy ul. Staszica (Zakład nr 2) uruchomiono produkcję porcelitu stołowego na potrzeby zakładów żywienia zbiorowego. W 1967 r. wybudowany został nowoczesny zakład przy ul. Płockiej – Fabryka Porcelany. 1 stycznia 1973 r. wszystkie zakłady (fajansu, porcelitu i porcelany) połączono i zmieniono nazwę na Włocławskie Zakłady Ceramiki Stołowej.

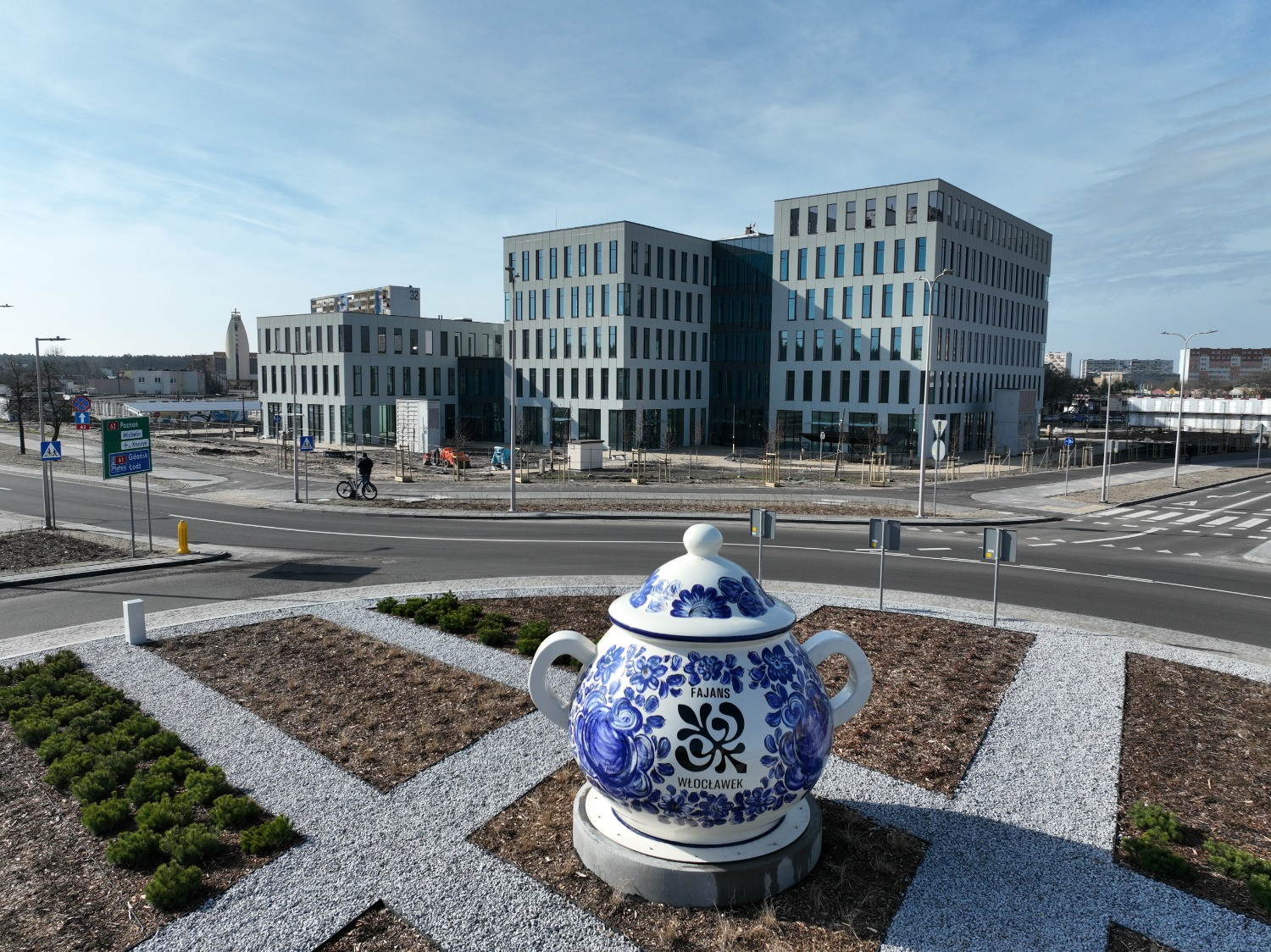
Pomnik fajansu na tle biurowców Tertio Ponte we Włocławku

W rezultacie transformacji ustrojowej po 1989 r. nastąpił koniec produkcji fajansu we Włocławku. W 1991 r. fabryka zakończyła działalność i została zamknięta. Dziesięć lat po zakończeniu działalności z inicjatywy byłych pracowników Jerzego i Ewy Szanowskich rozpoczęto budowę nowej fabryki na terenie dawnej cegielni przy ul. Falbanka. Produkcję fajansu rozpoczęto w 2002 r. pod nazwą Fabryka Fajansu Włocławek. Zatrudnienie pracowników dawnej fabryki, a w szczególności malarek, dawało gwarancję autentyczności wyrobów. Produkcja ponad 300 form z tradycyjnymi zdobieniami trwała do 2020 r., kiedy ze względu na pandemię Covid-19 została wstrzymana .
Reaktywacji podjął się w 2021 r. miejscowy przedsiębiorca Tyberiusz Rajs. Fabryka wznowiła wytwarzanie tradycyjnych modeli, oraz systematycznie wprowadzała na rynek nowe wzory wyrobów użytkowych i dekoracyjnych. W celu odtworzenia twórczości podjęto współpracę z doświadczonymi malarkami ceramiki, które z zakładem związane były również przed laty. W 2022 roku rozpoczęto wytwarzania ręcznie malowanej biżuterii Fajansowe.love, na której znalazły się dekory kujawsko-dobrzyńskie znane z wyrobów stołowych i figurek. Obecnie fabryka pod nazwą Fabryka Fajansu Włocławek Tyberiusz Rajs kontynuuje produkcję na włocławskiej Falbance. Sprzedażą detaliczną produktów zajmuje się sieć punktów dystrybucyjnych w całej Polsce. W 2024 roku fabryka zostaje przeniesiona na ul. Spółdzielczą 3 we Włocławku[niewiarygodne źródło?].

## Asortyment i zdobnictwo
- W pierwszej powstałej fabryce zaczęto produkować talerze, misy, zestawy pojemników kuchennych, serwisy śniadaniowe oraz obiadowe, a także dużą gamę galanterii fajansowej.
- W Nowej Włocławskiej Fabryce Fajansu Engelman i Schreier (1880–1888) wzory przywożono prawdopodobnie z zagranicy, a wyroby były zdobione głównie kolorowym nadrukiem.
- We Włocławskiej Fabryce Fajansu Teichfeld i Asterblum (1882–1918) wytwarzano głównie serwisy obiadowe, pojemniczki na przybory toaletowe, słoje aptekarskie i zestawy umywalniane. Początkowo zdobione były wzorem cebulowym i gałązkami kwiatów. Później, przede wszystkim wzorami fiołków i niezapominajek.
- W okresie 1888–1923 w Nowej Włocławskiej Fabryce Fajansu Leopolda Czamańskiego fajans zdobiono drobnymi bukiecikami kwiatków na dnie talerza lub trzema gałązkami na krawędzi. Fajans eksportowany do Rosji zdobiono nadrukiem przedstawiającym okazałe budynki i pomniki z tego kraju.
- Przed II wojną światową wytwarzano przede wszystkim naczynia kuchenne i stołowe, zdobione natryskiem i wykańczane pędzlem. Modne były kubki w kształcie główek dziecięcych lub z dekoracją reliefową.
- W czasie II wojny światowej (1939–1945) wytwarzano głównie fajans użytkowy na potrzeby stołówek wojskowych i lazaretów. Przeważała produkcja fajansu białego z bardzo skromnymi dekoracjami wykonywanymi metodą natrysku. W połączonych fabrykach produkowano również ceramiczne korpusy do bomb i granatów.
- Po II wojnie światowej podniesiono poziom estetyki produkowanych wyrobów w formie i dekorowaniu na skutek współpracy fabryki z Biurem Nadzoru Estetyki Produkcji, a później z Instytutem Wzornictwa Przemysłowego, a także nawiązaniem współpracy ze środowiskiem artystów, które szkoliło malarki zatrudnione w zakładzie. Nastała wówczas moda na tzw. Włocławki, czyli oryginalne wyroby fajansowe o niepowtarzalnych wzorach,  projektowanych przez artystów plastyków.
- W latach 80. XX w. przeważającą częścią były wazony, modne wówczas amfory zdobione motywami roślinnymi o rozbudowanej kolorystyce oraz zegary zdobione dekoracją kwiatową.
- Obecnie wytwarzane są zarówno znane jak i kultowe formy. Zachowane zostały tradycyjne motywy zdobnicze oraz kolory. W modzie nadal są filiżanki, figurki czy wazony. Jednak po raz pierwszy w historii tradycyjne dekoracje zostały przeniesione na mniejsze formy –  koraliki, perełki i medaliony – tworząc wyroby biżuteryjne zdobione srebrem.

## Konkursy na malowany fajans
Pierwszy konkurs malowanego fajansu odbył się w 1949 r. Kolejne w latach 1956 i 1958. W latach 70. nieregularne konkursy przekształcono w „Biennale Fajansu Włocławskiego”. Pierwsze odbyło się z okazji 100-lecia fajansu Włocławskiego w 1973 roku. Od tego czasu w Muzeum Ziemi Kujawskiej i Dobrzyńskiej co dwa lata organizowano wystawy. Oprócz konkursów organizowane były także kiermasze, na których malarki sprzedawały swoje wyroby. Dzięki takim twórczym spotkaniom można było rozwijać swoje umiejętności malarskie i projektowania nowych wzorów. W 1973 r. utworzono Dział Fajansu w Muzeum Kujawskim. Dzięki dziesięciu edycjom „Biennale” (1973–1991) muzeum powiększyło swoje zbiory do ok. 15 000 obiektów z włocławskich fabryk fajansu .

## Współpraca z artystami
Na przestrzeni lat włocławski fajans był chętnie wykorzystywany przez artystów. Tworzone przez nich wzory często odbiegały od tradycyjnego zastosowania fajansu.
- W latach 1953–1978 projektantem w Ośrodku Wzorcującym Włocławskich Zakładów Ceramiki Stołowej był Jan Sowiński (1911–1990), artysta ceramik, który opracował ponad kilkaset form ceramiki okolicznościowej i użytkowej[8].
- Andrzej Łączyński (artysta mieszkający na stałe w Göteborgu) w lipcu 2009 r. zaprojektował dla fabryki na Falbance kolekcję ponad 200 czarno-białych talerzy. W czasie obchodów Roku Chopinowskiego 2010 we włocławskiej Galerii Sztuki Współczesnej pokazał dwieście fajansowych ptaków.
- Podczas Światowej Wystawy Expo w Dubaju 2022 projektanci mody RAD DUET wraz z grupą Instytut B61 stworzyli skafandry astronautów (na potrzeby projektu „Kowalski in Space”, inspirowane włocławskim fajansem i kryształowymi wzorami z inowrocławskiej huty „Irena”[9].
- Magdalena Ziółkowska w ramach projektu „Biżuteria z talerzy” tworzy biżuterię z fragmentów „Włocławków” dając im drugie życie[10].
- Sylwia Szary, z pochodzenia włocławianka, w 2020 roku stworzyła markę odzieżową FAJANSIARA. Projekty inspirowane włocławskim fajansem zyskały uznanie zarówno lokalnej jak i międzynarodowej społeczności, m.in. na targach Expo w Dubaju czy wojewódzkich dożynkach[11].
- Od 2021 r. fabryka współpracuje z lokalnym artystą Mariuszem Konczalskim tworzącym dekoracyjne patery, talerze, wazonki i filiżanki[12].